# Меловатка (Луганская область)
Меловатка (укр. Мілуватка) — село, относится к Сватовскому району Луганской области Украины.
Расположено на реке Красной (приток Северского Донца).
Население по переписи 2001 года составляло 2818 человек. Почтовый индекс — 92633. Телефонный код — 6471. Код КОАТУУ — 4424083501.

## Известные уроженцы
- Белоиваненко, Михаил Иванович — Герой Советского Союза.
- Мащенко, Николай Павлович (1929 — 2013) — Народный артист УССР (1983).
- Фень, Василий Андреевич — Герой Социалистического Труда.

## Достопримечательности
- Церковь Рождества Иоанна Предтечи (1910—1913), арх. В. Немкин, памятник архитектуры.

## Местный совет
92633, Луганська обл., Сватівський р-н, с. Мілуватка, вул. Радянська, 39  (укр.)